# Trực Khang
Trực Khang là một xã thuộc huyện Trực Ninh, tỉnh Nam Định, Việt Nam.
Xã Trực Khang có diện tích 4,82 km², dân số năm 1999 là 5407 người, mật độ dân số đạt 1122 người/km².